# 川北亮司
川北 亮司（かわきた りょうじ、1947年10月31日 - ）は、日本の児童文学作家、童話作家、漫画原作者、脚本家、エッセイスト。作者名は「かわきたりょうじ」「川北りょうじ」「川北亮司」。東京都出身。

## 略歴
- 1947年（昭和22年）10月31日、東京都荒川区尾久町（現・町屋）で、父・多美之佐（たみのすけ）母・仙子（せんこ）の2男として生まれる。尾久隣保館を卒園したあと荒川区立大門小学校に通った。荒川区には11歳まで住んでいた。小学6年生になるとき文京区戸崎町に転居したが転校はせず、1年間、文京区から大門小にバス通学をした。
- 1960年、文京区立第九中学校では天文気象部に所属。ラジオ放送を聞きながら天気図が書けるようになった。中学時代は、TVの「ローハイド」に夢中になり、海外の映画音楽を聞きまくる。イギリスのBBCに手紙を出したり、NHKのラジオ講座でロシア語を少し勉強するなど、異国への憧れを募らせていた。
- 1963年、東京都立北高等学校に入学と同時に将棋にのめり込む。プロ棋士を夢見て毎週日曜日、千駄ヶ谷の日本将棋連盟道場に朝から深夜まで入り浸った。しかし学校の勉強をほとんどしなかったので、両親に猛反対される。夏休みに将棋駒の産地、山形県天童へ11日間のヒッチハイクを決行する。
- 1964年、将棋を諦めてから、東京オリンピックの熱気の中でバレーボールに熱中する。高1の1年間で身長が10cm伸びて181cmになっていた。学校の成績は学年450人中400位くらいだった。
- 1965年、現役のとき、大学の地質鉱物学科への進学を目指したが、数学ができず断念。
- 1966年、1浪のとき、文学部へ方向転換するが、英語ができず2浪することになる。
- 1966年〜1968年、2年間の浪人時代、後楽園球場（現、東京ドーム）でアイスクリームとコーヒーの売り子のバイトをする。全面改築された文京区立小石川図書館で毎月1回、淀川長治の映画解説を聞き、戦後の外国映画に興味を持つ。大学生になってから名画座通いをするきっかけになった。当時、NHKで放送されていた「ひょっこりひょうたん島」に夢中になる。ペンフレンドだった大島登志子さんから『星の王子さま』を勧められ、大学では童話のサークルに入ろうと思っていた。
- 1967年〜1970年、都立白鷗高校女子バレー部のコーチを務める。
- 1968年、世界史の問題のヤマが当たって、まぐれで早稲田大学第一文学部に入学。児童文学サークル「少年文学会」（旧「早大童話会」）に入会する。「少年文学会」の顧問的存在だった坪田譲治宅の「びわの実文庫」の手伝いに、ときどき行っていた。
- 1969年、ぬいぐるみ劇団「ピッカリ座」（主宰・足立明　脚本・城山昇　人形制作・田畑精一）で、身長2メートルを越える宇宙人のデバドン役で、3年間ほどアルバイトをする。1ステージ3000円のギャラは他の人の1.5倍だった。「少年文学会」の先輩、後藤竜二、大岡秀明に誘われ、児童文学研究集団「風車（かざぐるま）」を結成する。「風車」はその後メンバーを広げて、1975年に「ある研」（機関誌名「燃える樹」）に。さらに1978年に全国児童文学同人誌連絡会「季節風」へと発展していく。
- 1970年、『はらがへったら じゃんけんぽん』（ナンセンス童話集　山崎英介・絵　講談社）でデビュー。翌年、第4回日本児童文学者協会新人賞を受賞する。
- 1971年、「両足そろえて1,2の3」<脚本>（「NHKTVおかあさんといっしょ　おはなしこんにちは　放送台本」三枝成章・音楽　神保共子・出演）児童文学を書きはじめて4年目だったので、週1本の放送台本を書く力量はなく、この1作で放送作家の道を断念した。そのころ大学では70年安保闘争めぐって学生運動が激化し、「少年文学会」が文学サークルとして機能しなくなったため、1972年に新たな児童文学サークル「早大児童文学研究会」を創設する。部員は３人で部室は8号館地下だった。
- 1973年、『ふにふに むにょらっ』（福田庄助・絵　童心社）出版。卒論として書いた『街かどの風』（小林与志・絵　フレーベル館）出版。1975年 に『街かどの風』が、NHK TVの「少年ドラマシリーズ」で『キヨ子は泣くもんか』（脚本／岩間芳樹　音楽／熊谷賢一）として放送される。（1975年3月17日～26日・全6回）
- 2020年、絵本『のんびり森のぞうさん』（みやざきひろかず・絵　岩崎書店）が、2020年版（令和2年版）〜2023年版（令和5年版）の小学校教科書・国語「ひろがることば しょうがくこくご」（教育出版）の 1年下に掲載。

## 参加団体・役職
- 日本児童文学者協会　会員　事務局長 ＜1973～1976＞　理事代表 ＜2006.5～2010.5＞
- 日本書籍小学校国語教科書編集委員　昭和55年度〜昭和61年度　<1980〜1986>
- 愛と夢の童話コンテスト　審査委員〈1997〜2006年まででコンテスト終了〉
- パルコ毎日新聞カルチャーシティ「童話の書き方入門」 講師〈1996〜2002年〉
- 将棋ペンクラブ　会員　「将棋ペンクラブ大賞」 最終選考委員 第16回〜第21回〈2004～2009〉第34回〈2022〜　　〉
- 青少年読書感想文コンクール中央審査委員（高学年） <2006〜　　>
- 日本児童文学者協会・長編児童文学新人賞選考委員<2016〜2021>
- 通信添削講座「川北塾」＜2014〜　　＞「川北Zoom塾」＜2022〜　　＞
- 川北亮司「絵本と童話」創作ゼミ<2017〜　　>
- 日本児童教育専門学校講師＜2017〜　　＞

## 作品リスト

### 子どもの本（児童文学・絵本など）
[20代] 　1967(昭和42)年〜1976(昭和51)年
- 『はらがへったら じゃんけんぽん』（ナンセンス童話集　山崎英介・絵　講談社）1970
- 『ふにふに むにょらっ』（福田庄助・絵　童心社）1973
- 『街かどの風』（小林与志・絵　フレーベル館）1973
- 紙芝居『ジャングルジムのじゃんぐる』（杉浦範茂・画　童心社）1974
- 紙芝居『すてきなまち』（杉浦範茂・画　童心社）1975
- 『五つめのおくりもの』（杉浦範茂・絵　小学館）1975

[30代]  1977(昭和52)年〜1986(昭和61)年
- 『はじめてのコンサート』（小林与志・絵　新日本出版社）1978
- 『ドアのむこうに一、二の三』（村野守美・絵　講談社）1979
- 絵本『みどりいろの　たんじょうび』（長 新太・絵　草土文化）1980
- 『海賊のくびかざり』（織茂恭子・絵　新日本出版社）1980
- 絵本『とべ！へんてこどり』（田畑精一・絵　童心社）1982
- 『おれたちの夏休み』（高橋 透・絵　偕成社）1982
- 『へんしん！スグナクマン』（藤本四郎・絵　草炎社）1983。（翌年、第30回青少年読書感想文コンクール課題図書）
- 『あいつなんか ともだちじゃない』（長谷川知子・絵　金の星社）1983
- 『先生、あのうたきかせて』（岡野 和・絵　草炎社）1984

[40代]   1987(昭和62)年〜1996(平成8)年
- 『ロロのぼうけん』（西口武郎・原案　森田浩光／T.ソコリスカヤ・アニメ画　岩崎書店）1989
- 絵本『ひこうせん ぽっころん』（ありもり まさみち・絵　童心社）1989
- 『みんな がいこつ』（おぼまこと・絵　童心社）1989
- 『なぞのエスパー・チコマロン』（長谷川芳一・絵　岩崎書店）1989
- 紙芝居『むほっほはかせの だいはつめい』（多田ヒロシ・絵　童心社）1989
- 『タイコンデロンガのいる海』（香西隆男・絵　田中資二・共作　岩崎書店）1990
- 『へんてこジャングル』（あさいかなえ・絵　岩崎書店）1990
- 『オウムたちが うたってる』（井上洋介・絵　佼成出版）1990
- 『ふたごの魔法つかい』（ふりやかよこ・絵　童心社　フォア文庫）1991

「ふたごの魔法つかい」シリーズは、2001年まで全15巻　（『女神の星』『夢じかん』『SOS！』『風と火の国』『ガラスの城』『花ことば』『海のゆびわ』『五つの月』『人魚のうた』『星のひみつ』『空のウサギ』『銀のつばさ』『光る船』『魔法のかがみ』）　
- 『超体感地球ゲーム』（いそけんじ・絵　くもん出版）1992
- 『たこやきハロウィン』（いそけんじ・絵　くもん出版）1993
- 『先生、あのうたきかせて』（岡野 和・絵　草炎社）1994
- 絵本『スサノオの剣』（いそけんじ・絵　アスラン書房）1995
- 『きょうも きょうりゅう』（長谷川芳一・絵　フレーベル館）1995
- 『ぶたぶたパラダイス』（短編童話集　長谷川芳一・絵　フレーベル館）1995
- 『トルネードのおばけ』（宮本忠夫・絵　草炎社）1996
- 『ともだち どんどこどん』（古味正康・絵　くもん出版）1996
- 絵本『のんびり森のぞうさん』（みやざきひろかず・絵　岩崎書店）1996

[50代]  1997(平成9)年〜2006(平成18)年
- 「うみは うみいろ」が、第1回海洋文学大賞童話部門優秀賞受賞。1997
- 『たんていポコロ　なぞのおばけどり』（森本サンゴ・絵　岩崎書店）1997
- 『ぶたぶたパニック』（短編童話集　長谷川芳一・絵　フレーベル館）1997
- 絵本『オオクニヌシの宝』（いそけんじ・絵　アスラン書房）1997
- 『五七五のラブレター』（福田岩緒・絵　草炎社）1998
- 『とんでもパチクリ　ハヒフンじけん』（門野真理子・絵　金の星社）1998
- 『将棋のルール』『将棋の基本』『将棋の戦法』（「超カンタン将棋入門」シリーズ全３巻　日本将棋連盟・監修　金の星社）1999
- 『マリア探偵社　消えたCMタレント』（大井知美・絵　理論社 → 岩崎書店　フォア文庫）2000

「マリア探偵社」シリーズは、2013年まで全25巻。（『呪いのEメール』『死界からのメッセージ』『恐怖スクール』『魔女のクロスワード』『奇怪なマンション』『謎のダイアモンド』『迷宮アイランド』『地獄のバスツアー』『カオリンの推理クイズ』『廃墟のアルバム』『亡霊ホテル』『悪魔のダイアリー』『怪人フェスタ』『桂子のパオパオおかしグルメ』『秘密のマニュアル』『闇夜のファンタジー』『奇妙なコンサート』『暴走ピエロ』『妖怪フレンド』『魔界ハロウィン』『危険なクリスマス』『死神カレンダー』『将道のおもしろ謎クイズ』『邪鬼のキャラゲーム』）　
- 『それいけ！パンダのぱんたろう』（宮本えつよし・絵　金の星社）2000
- 絵本『のんびり森はおおゆきです』（みやざきひろかず・絵　岩崎書店）2000
- 絵本『のんびり森のかいすいよく』（みやざきひろかず・絵　岩崎書店）2002
- 『ラブユニット　恐怖のコマンドメール』（大井知美・絵　金の星社）2002
- 『パルサー宇宙戦記　さそり座の魔物』（ぬえりつき・絵　金の星社）2004

「パルサー宇宙戦記」シリーズは、2006年まで全６巻。（『いて座の不死鳥』『みずがめ座の剣』『ふたご座の戦士』『おひつじ座の竜』『おとめ座の女神』）　
- 『ラブユニット　月夜のコマンド・メール』（大井知美・絵　金の星社）2005
- 絵本『ぷかぷかランド　すてきなおくりもの』（門野真理子・絵　大橋 学・キャラクターデザイン　理論社）2006

[60代]   2007(平成19)〜2016(平成28)
- 『うちゅうで いちばん』（藤本四郎・絵　岩崎書店）2007
- 『おほほプリンセス　わたくしはお嬢さま！』（魚住あお・絵　ポプラ社）2007

「おほほプリンセス」シリーズは、2009年まで全３巻。（『これって初恋なのかしら』『恋する心はクリスタル』）
- 絵本『かいわれざむらいと だいこんひめ』（国松エリカ・絵　童心社）2008
- 『SHOGI kids！（将棋キッズ）謎のグラサン・レディス』『SHOGI kids！（将棋キッズ）真夏のハードバトル』（岩村俊哉・絵　そうえん社）2009
- 絵本『おばけぼうやの　みずじごく　うたうためぐり』（中谷靖彦・絵　くもん出版）2009
- 『ラブラブちゃるひめ　すきすきチョコレート』（rikko・絵　そうえん社）2010

「ラブラブちゃるひめ」シリーズは全３巻。（『でかでか バースディケーキ』『おやおやジャムクッキー』）
- 絵本『ぼくのいえに けがはえて』（石井聖岳・絵　くもん出版）2010
- 絵本『くるくるくるよ おすしがくるよ』（山村浩二・絵　ブロンズ新社）2011
- 絵本『ぷちぷち まめこ』（相野谷由起・絵　岩崎書店）2012
- 絵本『しにがみちゃんの　ほねほねじま　うたうたのたび』（中谷靖彦・絵　くもん出版）2012
- 『かいぞくゾイカ うちゅうなぞなぞ大ぼうけん』（かべやふよう・絵　くもん出版）2012
- 絵本『あいうえ おかしな どうぶつえん』　絵本『あいうえ おいしい レストラン』（たごもり のりこ・絵　WEVE出版）2013
- 『悪魔のピ・ポ・パ』（かんざきかりん・絵　童心社）2013
- 絵本『びっくり ゆうえんち』（コマヤスカン・絵　教育画劇）で、第７回ようちえん絵本大賞。2013
- 紙芝居『しんらんさまと白い道』（市井みか・絵　東本願寺出版部）2013
- 『くさい はんにんを さがしだせ』（羽尻利門・絵　新日本出版社）2014

「１ねん おもしろ たんていだん」シリーズは、　2015年まで全３巻。（『とりはだは どうやったら つくれる？』『かゆいの かゆいの とんでいけ！』）
- 『高野聖』（泉鏡花・作　川北亮司・現代語訳　理論社）2014
- 『学習漢字がすべて入った！ 漢字でおはなし』（汐文社）シリーズは全３巻。（１・２年　３・４年　５・６年）2015
- ノンフィクション『里山で木を織る —— 藤布がおしえてくれた宝物』（山田花菜・絵　汐文社）2016

[70代]   2017(平成19)〜
- 絵本『はやくちことばで おでんもおんせん』（飯野和好・絵　くもん出版）2017
- 電子書籍『HIROMI  — 昭和スケバン物語』（パブー） 2021
- 電子書籍『楽しい物語の書き方入門』（パブー）2022
- 電子書籍 エッセイ集『いま 子ども 文化』（パブー）2022
- 『「歩」が「と」に大へんしん！』（藤本四郎・絵　汐文社）2024
- 『人間椅子』（江戸川乱歩・作　川北亮司・現代語訳　理論社）2024

### 漫画原作、アニメ、脚本など
- 『ペガサス、ペガサス！』①②<漫画>（加藤唯史・絵　双葉社）1982
- 「うたえ！火の鳥たち」〈演劇脚本〉が、日本児童演劇教育連盟の脚本募集で佳作入選。1984
- 「ネネ─COM'N DANCE TOGETHR」〈演劇脚本〉が、日本演劇興行協会ミュージカル部門佳作入選。1988
- 『鬼の写楽』①<漫画>（多田拓郎・絵　双葉社）1996
- 『まんが アッ！とおどろく科学手品』（米村傳治郎・監修　大岩ピュン・漫画 金の星社）2001
- 『まんが 小さな宇宙！からだのふしぎ』（大利昌久・監修　大岩ピュン・漫画）「おもしろ！ なんでも百科」シリーズ（金の星社）2002
- 『ドジ忍もんじゃ！ 女王ヒメコのたから』『ドジ忍もんじゃ！ 海ぼうずのたからもの』<漫画>（森本はつえ・絵　（集英社・わくわくキッズブック）2009

### 翻訳本
- 漫画『鬼の写楽』　台湾版　　東立出版社　　1998
- 絵本『のんびり森のぞうさん』　韓国版　　Ladder Education.Co.Ltd.    2000
- 「マリア探偵社」シリーズ（1巻〜8巻）　中国版　　湖北少年儿童出版社　　2005

（『消えたCMタレント』『呪いのEメール』『死界からのメッセージ』『恐怖スクール』『魔女のクロスワード』『奇怪なマンション』『謎のダイアモンド』『迷宮アイランド』）
- 『ふたごの魔法つかい』　タイ版　　Bliss Publishing.Co.Ltd.　　2007
- 「おほほプリンセス」シリーズ(1巻〜3巻)　　台湾版　　東雨文化事業有限公司 　2008〜2009

（『わたくしはお嬢さま！』『これって初恋なのかしら』『恋する心はクリスタル』）
- 絵本『ぼくのいえに けがはえて』 　中国版　　成都时代出版社　　2014